# 任震宇
任震宇（1933年9月—），曾用名任震，男，山东聊城人，中华人民共和国医学家、政治人物，曾任青海省政协副主席，第八、九届全国政协委员。